# Исландия эпохи народовластия
Исландия эпохи народовластия (др.-сканд. Íslands þjóðveldi) — республиканское государство, существовавшее на территории Исландии в период от основания альтинга в 930 году до вынужденной присяги на верность норвежскому королю в 1262 году. Государство было основано преимущественно выходцами из Норвегии, бежавшими из страны после того, как её объединил под своей властью король Харальд I. Всеобщее собрание (альтинг) собиралось в долине Тингведлир.
Жизнь Исландии того времени описана в саге о Ньяле, саге о людях из Лососьей долины и других сагах об исландцах. Эти труды фиксируют массу исторических деталей, хотя их точность и подвергается сомнению.

## Периодизация
Некоторые учёные делят историю Исландии этой эпохи на четыре периода:
- Век саг (930—1030 гг.);
- Век мира (1030—1120 гг.);
- Век письменности (1120—1220 гг.);
- Эпоха Стурлунгов (1220—1262 гг.)[2].

## Система годорд
Средневековое независимое исландское государство имело необычную структуру. На государственном уровне альтинг имел и законодательную, и судебную власть; в стране не было короля или каких-либо других центральных органов исполнительной власти. Исландия была разделена на множество годордов, которые были, по сути, кланами, или альянсами, возглавляемыми годи.
Лидеры назначали судей для решения споров между членами годордов. Годорды не были чисто географическими районами. Фактически, принадлежность к годорду было личным решением человека, и теоретически каждый желающий мог изменить свой родной годорд на другой. Впрочем, ни одна группа людей не могла выбрать кого-нибудь на должность годи: этот статус был собственностью годи, его можно было купить, продать, унаследовать или одолжить.
Потомки Ингольфа Арнарсона, первого поселенца в Исландии, приняли статус альсхерьяргоди (allsherjargoði), который должен был освятить альтинг, когда тот собирался.

## Судебная система

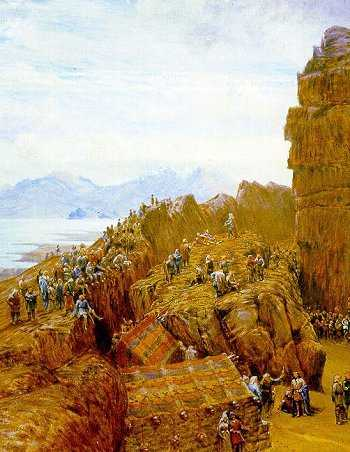
Исландцы на альтинге

Если кто-либо хотел оспорить решение местного годи или спор шёл между представителями разных городов, дело передавали в суд высшего уровня. К таким принадлежали четыре суда, которые соответствовали четырём районам Исландии. Альтинг представлял собой «пятый суд», который был высшим судом из всех, и многие годи были его членами.
Альтингу частично удавалось прекращать вражду; Магнус Магнуссон называет это «непростой заменой мести». Впрочем, он мог действовать очень быстро. Накануне христианизации Исландии, около 1000 года, чтобы предотвратить нашествие на остров иноземцев, альтинг обязал всех исландцев креститься, а также запретил публично проводить языческие ритуалы. Личное проведение ритуалов было запрещено через несколько лет.
В 1117 законы годордов были записаны и эту запись впоследствии назвали «Грагас» (Grágás, «Серый Гусь»).

## Упадок
В начале XIII века, в эпоху Стурлунгов, в стране начались серьёзные внутренние конфликты. Король Норвегии начал давить на своих исландских вассалов, чтобы те передали страну под его власть. Сочетание недовольства внутренними военными конфликтами и давления со стороны короля Норвегии вынудили исландских лидеров принять власть короля Хакона IV, заключив в 1262 году Gamli sáttmáli (Старое соглашение).